# Prognoza pogody
Prognoza pogody – przewidywanie czasowych i przestrzennych zmian stanu atmosfery. Prognozy pogody można sklasyfikować w zależności od czasu prognozy, obszaru, i sposobu prognozy. 
Podstawowe parametry opisujące stan atmosfery to ciśnienie, temperatura, prędkość i kierunek wiatru. Związane z nimi wielkości takie jak zachmurzenie, zamglenie, stan morza, zanieczyszczenia atmosferyczne także są elementami prognozy pogody i często zależą od prognozy podstawowych elementów. 
Prognoza pogody zależy od ilości i jakości danych początkowych. Ze względu na chaotyczną naturę procesów opisujących rozwój zjawisk atmosferycznych prognoza pogody staje się z czasem coraz mniej dokładna.

## Historia prognoz pogody

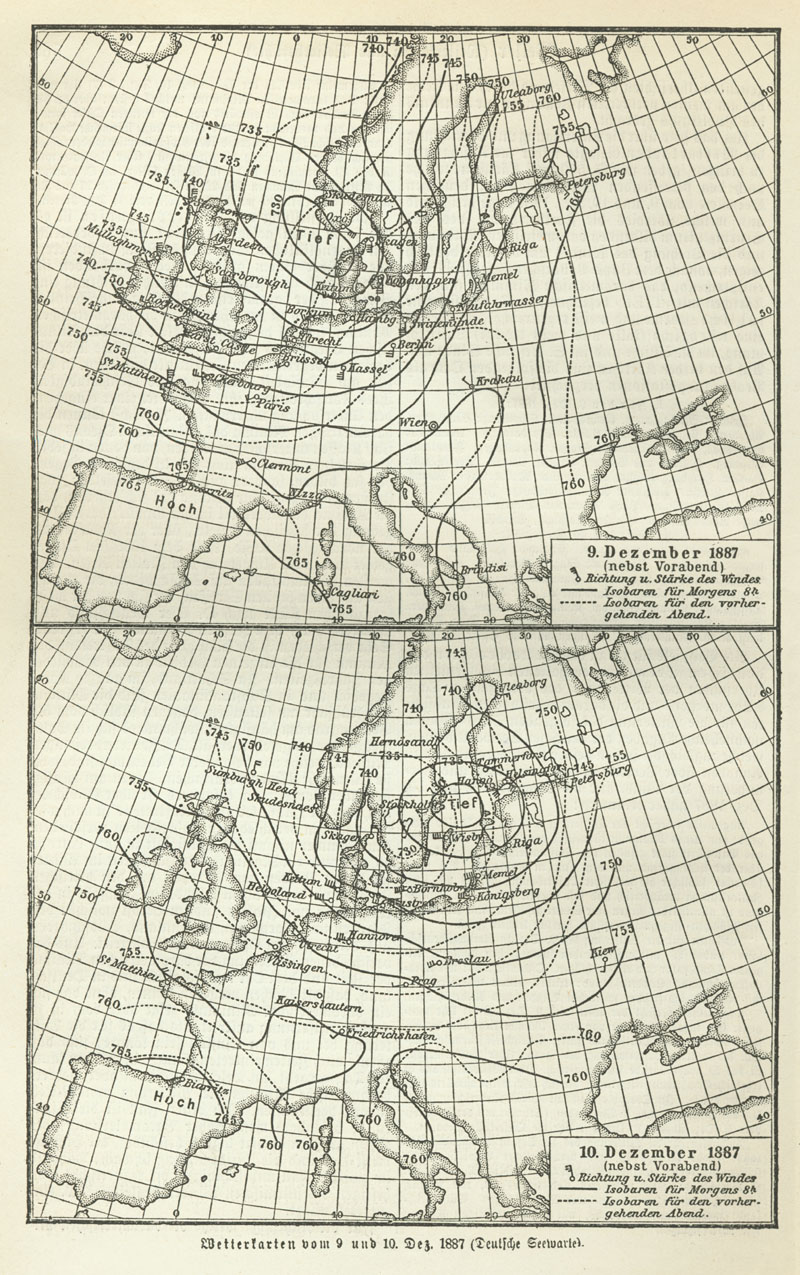
Mapa pogody Europy, 10 grudnia 1887

Przez tysiące lat ludzie starali się przewidywać pogodę. Około 340 p.n.e. Arystoteles opisał zjawiska pogodowe w pracy „Meteorologica”. W Chinach prognoza pogody była praktykowana przynajmniej od 300 p.n.e. Starożytne metody polegały zazwyczaj na lokalnych obserwacjach. Np. czerwone słońce o zachodzie zazwyczaj zwiastowało dobrą pogodę następnego dnia. Ta lokalna wiedza o pogodzie tworzona była przez stulecia. Dopiero wynalazek telegrafu w 1837 zapoczątkował nowoczesny rozwój prognoz pogody głównie ze względu na możliwość zebrania początkowych danych jednocześnie z różnych miejsc. Dwóch naukowców jest uznawanych za pionierów prognoz pogody. Francis Beaufort (słynny ze swej skali Beauforta) i Robert FitzRoy. Obydwaj mieli duże wpływy w Brytyjskiej Marynarce Wojennej. Chociaż ich wysiłki były ośmieszane w prasie tego okresu, to ich idee zostały zaakceptowane przez środowiska naukowe i stanowią podstawy współczesnych prognoz pogody. W XX wieku nastąpił gwałtowny rozwój meteorologii jako dziedziny wiedzy. Idea numerycznej prognozy pogody (NPP) została zapoczątkowana przez angielskiego naukowca i pacyfistę Lewisa Richardsona w 1922 roku. Niestety jego schemat obliczeniowy był niewłaściwy, a obliczenia wykonywano ręcznie. Dopiero konstrukcja komputerów po II wojnie światowej i rozwój metod numerycznych umożliwiły gwałtowny rozwój NPP i ich operacyjny charakter.

## Klasyfikacja prognoz pogody

### Czas
- prognoza „na teraz” (0-6 godzin)
- prognozy krótkoterminowe (0-3 dni)
- prognozy średnioterminowe (5-7 dni)

Prognozy na teraz stosowane są gdy istotne jest przewidzenie pierwszej zmiany wiatru czy częstotliwości zmian wiatru przez następne kilka godzin. Tego typu prognozy są często używane w natychmiastowych decyzjach z ważnymi lub mniej ważnymi konsekwencjami (np. czy wystrzelić prom kosmiczny na orbitę lub czy zabrać rano parasol). Prognozy krótkoterminowe (0-3 dniowe) są obecnie najczęściej dawane przez narodowe ośrodki prognoz takie jak polski Instytut Meteorologii i Gospodarki Wodnej, brytyjski Met Office, czy francuską Meteo France. W Polsce prognozę krótkoterminową daje także Interdyscyplinarne Centrum Modelowania Matematycznego i Komputerowego Uniwersytetu Warszawskiego. Prognozy krótkoterminowe opracowane są na podstawie (a) analizy danych meteorologicznych, (b) analizy zdjęć satelitarnych, (c) analizy innych aktywnych i pasywnych metod teledetekcyjnych, (d) na podstawie modeli numerycznych wykorzystujących podstawowe opisy fizyczne przepływu powietrza, (e) oraz na podstawie subiektywnych ocen osoby stawiającej prognozę. Prognozy średnioterminowe (5-7 dni) są w Europie dawane przez Europejskie Centrum Prognoz Średnioterminowych (ECMWF) z siedzibą w Anglii. Jakość prognoz średnioterminowych i krótkoterminowych ma olbrzymi wpływ na ekonomię, zwłaszcza w naszych szerokościach geograficznych. Ze względu na chaotyczny przepływ powietrza nad Ziemią prognozy średnioterminowe mają mniejszą sprawdzalność niż prognozy „na teraz” i prognozy krótkoterminowe. Istnieje też dział meteorologii zajmujący się klimatologią synoptyczną, dziedziną pośrednią pomiędzy prognozami średnioterminowymi a prognozami ogólnej zmiany klimatu.
Prognozy długoterminowe i klimatologia synoptyczna:
- prognozy długoterminowe (powyżej 7 dni),
- prognozy międzysezonalne (zmiany pomiędzy sezonami),
- prognozy wewnątrzsezonalne (zmiany w czasie sezonu).

Mimo że prognozy długoterminowe mają mniejszą sprawdzalność to pewne elementy pogodowe można prognozować w skali sezonu. Dla przykładu, prognoza ilości cyklonów tropikalnych na Atlantyku jest regularnie opracowywana i ma dobrą sprawdzalność. W zachodnich Stanach Zjednoczonych pewne sezonalne oceny takie jak intensywność opadu zależą od zjawisk wielkoskalowych determinowanych przez fazę El Niño/La Niña i mogą być przewidywane na skali sezonu. Prognozy długoterminowe i związana z nimi klimatologia synoptyczna mają olbrzymie znaczenie ekonomiczne w przewidywaniu m.in. plonów zbóż. 
Opis klimatu i prognozy ogólnych zmian klimatu dotyczą tych samych elementów stanu atmosfery – wiatr, ciśnienie, temperatura ale skale czasowe są znacznie dłuższe i bezpośredni wpływ na pogodę mają zjawiska o skali astronomicznej (teoria Milankowicza) czy dziesięcioletniej. Mimo że prognozowane są te same parametry, to prognozą pogody w skali wielu lat zajmuje się osobny dział meteorologii, są to badania klimatu i ogólnej zmiany klimatu.

### Obszar
- prognoza lokalna
- prognoza mezoskalowa
- prognoza regionalna
- prognoza globalna

Lokalna prognoza pogody podawana jest dla określonej miejscowości lub nawet miejsca. Dla przykładu w czasie zawodów żeglarskich różnica w kierunku wiatru przy brzegu i na środku akwenu może stanowić istotny element prognozy. Mezoskalowe prognozy pogody są na skali kilkuset kilometrów. Np. ocena wystąpienia w danym dniu bryzy morskiej jest prognozą mezoskalowa. W skali kilku krajów europejskich mówimy o prognozie regionalnej lub mezoskalowej. Prognozy globalne dawane są dla całej kuli ziemskiej.

### Metody
- wiedza lokalna (lub folklor)
- synoptyczne
- numeryczne

Metoda oparta na akumulacji wiedzy lokalnej lub przekazu ustnego jest często skuteczna - chociaż prognoza jutro będzie tak jak dziś sprawdza się w 70%. Metoda synoptyczna oparta jest na zgromadzeniu danych początkowych z rozmaitych źródeł. Dane są systematyzowane i nanoszone na mapy synoptyczne. Z kilku poprzednich map pogody, na podstawie zrozumienia zjawisk pogodowych, oraz na podstawie subiektywnej oceny synoptyk ocenia zmiany jakie nastąpią. Nowoczesną metodą prognoz pogody są modele numeryczne. Modele najczęściej oparte są na metodach statystycznych lub na podstawowych zasadach fizyki.

## Dane meteorologiczne
Pomiary parametrów meteorologicznych odbywa się bezpośrednio lub metodami pośrednimi czyli teledetekcyjnymi. Tradycyjne obserwacje prędkości wiatru na powierzchni Ziemi, ciśnienia, temperatury, opadu, wyładowań atmosferycznych, pokrywy i rodzaju chmur robione są na stacjach meteorologicznych przez specjalnych obserwatorów lub przez automatyczne stacje pomiarowe. Światowa Organizacja Meteorologiczna (WMO) standaryzuje procedury pomiarowe i sposoby przesyłania danych przez światową sieć meteorologiczną. Ważnym elementem pomiarów są sondaże aerologiczne górnych warstw atmosfery. Polegają one na pomiarach przesyłanych na Ziemię za pomocą sondy meteorologicznej umocowanej do balonu meteorologicznego. Sonda zawiera podstawowe instrumenty takie jak pomiar ciśnienia czy temperatury. Z kolejnych pomiarów położenia balonu można wywnioskować o prędkości i kierunku wiatru. Tego typu synoptyczne, czyli jednoczesne na całym świecie, pomiary wykonywane są przez stacje pomiarowe co 12 godzin (słowo synoptyczny pochodzi od greckich słów syn – razem, w tym samym czasie i optic – widoczne, czyli widoczne jednocześnie). Podobne sondaże można dostać ze startujących i lądujących samolotów pasażerskich. Duży problem w zbieraniu danych stanowią obszary oceaniczne. Tutaj wykorzystuje się pomiary z boi oceanicznych, z pomiarów ze statków, oraz z pomiarów satelitarnych. 
Coraz częściej pomiary bezpośrednie uzupełniane są pomiarami satelitarnymi. Za pomocą pasywnych metod pomiarowych polegających na obserwacji promieniowania elektromagnetycznego (widzialnego, słonecznego, podczerwonego, ultrafioletowego, i mikrofalowego) uzyskuje się informacje na temat rozkładu temperatury na powierzchni oceanu, zmian temperatury z wysokością, oraz kierunku i prędkości wiatru nad powierzchnią oceanu. 
Nowymi metodami pomiarów są satelitarne aktywne metody teledetekcji (radar i lidar).
Naziemne techniki teledetekcji dostarczają coraz więcej informacji meteorologicznych. M.in. radary meteorologiczne używane są do oceny opadu w atmosferze, metody akustyczne służą do pomiaru rozkładu temperatury i prędkości wiatru z wysokością, pomiary lidarowe dają informacje na temat ilości i wielkości cząstek zanieczyszczeń w atmosferze.

## Asymilacja danych
Ważną rolę w analizie danych meteorologicznych odgrywa asymilacja danych. Jest to spowodowane tym, że dane meteorologiczne pochodzą z różnych źródeł - pomiarów satelitarnych, pomiarów bezpośrednich, radarowych, czy lidarowych robionych w różnym czasie i w różnych miejscach na kuli ziemskiej. Asymilacja danych jest bardzo złożonym procesem i można ją rozdzielić na dwa procesy; (a) pierwszy etap polega na sprawdzeniu jakości danych - to jest etap skomplikowany, ale prosty do zrozumienia. Chodzi o wyeliminowanie oczywistych błędów pomiarowych; (b) drugim i ważniejszym etapem jest uzgodnienie danych i wykorzystanie informacji dostępnej z poprzednich godzin czy z poprzednich dni. Jest to skomplikowany proces polegający na całościowej analizie danych dość często z wykorzystaniem modelu prognoz numerycznych.

## Numeryczne prognozy pogody
Idea numerycznej prognozy pogody (NPP) została zapoczątkowana przez angielskiego naukowca Lewisa Richardsona w 1922 roku. Obliczenia wykonywano ręcznie. Dopiero po 1945 roku gwałtowny rozwój technik komputerowych spowodował, że NPP stały się możliwe operacyjnie. NPP wykorzystują podstawowe zasady fizyki opisujące przepływ powietrza na obracającej się ziemi. Uwzględniane są rozmaite siły działające na cząstki powietrza takie jak grawitacja, siły wypornościowe związane z dostarczaną energią słoneczną, tarcie powietrza o ziemię, efekty przepływu nad górami, oddziaływanie z oceanem, i wiele innych procesów fizycznych. Wynikiem numerycznej prognozy pogody są mapy podstawowych i wtórnych wielkości opisujących stan atmosfery takich jak rozkład ciśnienia, prędkość wiatru, temperatura, opady, falowanie oceanu, zachmurzenie. 

## Prezentacje wyników prognoz pogody
Prezentacja wyników prognozy musi być przedstawiona w sposób użyteczny i wygodny dla użytkownika. Wyniki prognozy pogody przedstawiane są często w postaci graficznej.

### Kierowanie lotami samolotów i optymalna droga statków
Samoloty lecące np. z Warszawy do Nowego Jorku nie są kierowane najkrótszą drogą, ale w sposób który omija najsilniejszy wiatr – zachodni prąd strumieniowy wiejący w górnej troposferze. Prognozy pogody wykorzystywane są przez programy optymalizujące trasy statków i jachtów.

### Informacja publiczna
Jednym z najważniejszych celów prognozy pogody są użytkownicy publiczni. W Polsce prognoza jest wykorzystywana do ostrzeżeń powodziowych, ostrzeżeń o gwałtownych opadach z chmur burzowych, informacji o opadach śniegu. Oficjalne prognozy pogody w Polsce dostarcza Instytut Meteorologii i Gospodarki Wodnej. Prognozy są przekazywane w postaci słownej lub w postaci meteogramów – podstawowych informacji o stanie atmosfery dla danej lokalizacji. Mogą być też ilustrowane w postaci map konturowych obrazujących rozkład temperatury, lub map linii prądu i kierunku i siły wiatru.

## Prognozy wiązkami modeli
Z wielu powodów wyniki prognoz numerycznych za pomocą konkretnego modelu numerycznego nie są idealne: (a) dane początkowe nie są precyzyjne i ich liczba jest mała, zwłaszcza nad obszarami oceanicznymi; (b) opis procesów wpływających na ruch powietrza nie jest dokładny; (c) metody numeryczne dyskretyzujące równania fizyczne są przybliżone. Z tego powodu numeryczne prognozy pogody po kilkunastu godzinach obarczone są błędem. Metody wiązek polegają na wprowadzeniu zmian (zaburzeń) w asymilacji danych lub na zmianie reprezentacji procesów fizycznych. Wyniki kilkunastu prognoz na określoną godzinę mogą się wtedy różnić. Mimo to doświadczony synoptyk ma teraz zestaw możliwych prognoz i może lepiej ocenić jakość numerycznej prognozy pogody.

## Pogoda dla kierowców
Prognoza pogody ze szczególnym uwzględnieniem warunków do jazdy. Te specjalistyczne prognozy pogody dawane są z uwzględnieniem lokalnych warunków meteorologicznych, przejazdów przez góry, zamieci śnieżnych, i upałów. 
Wykorzystują m.in. modele numeryczne oparte na cyklu szybkiej prognozy, tzw. RUC (ang. Rapid Update Cycle) używających mezoskalowych modeli numerycznych prognozy pogody z szybką (co godzinną) asymilacją danych, m.in. stacjami powierzchniowymi.
Centra prognoz pogody dla transportu i kierowców maja 24-godzinną obsługę. Te specjalistyczne prognozy pogody są przykładem prognoz krótkoterminowych i nowcastingu (prognoza na teraz). 
Prognozę dla kierowców nie zawodowych nadają lokalne stacje telewizyjne takie jak Weather Channel, CNN, czy TVN Meteo. 
W Polsce Generalne Dyrekcje Dróg Krajowych i Autostrad utrzymują wiele stacji meteorologicznych (i kamer), tzw. drogowe stacje pomiarowe polskich miast, używanych w centrach dyspozytorskich i do prognozy pogody dla kierowców.

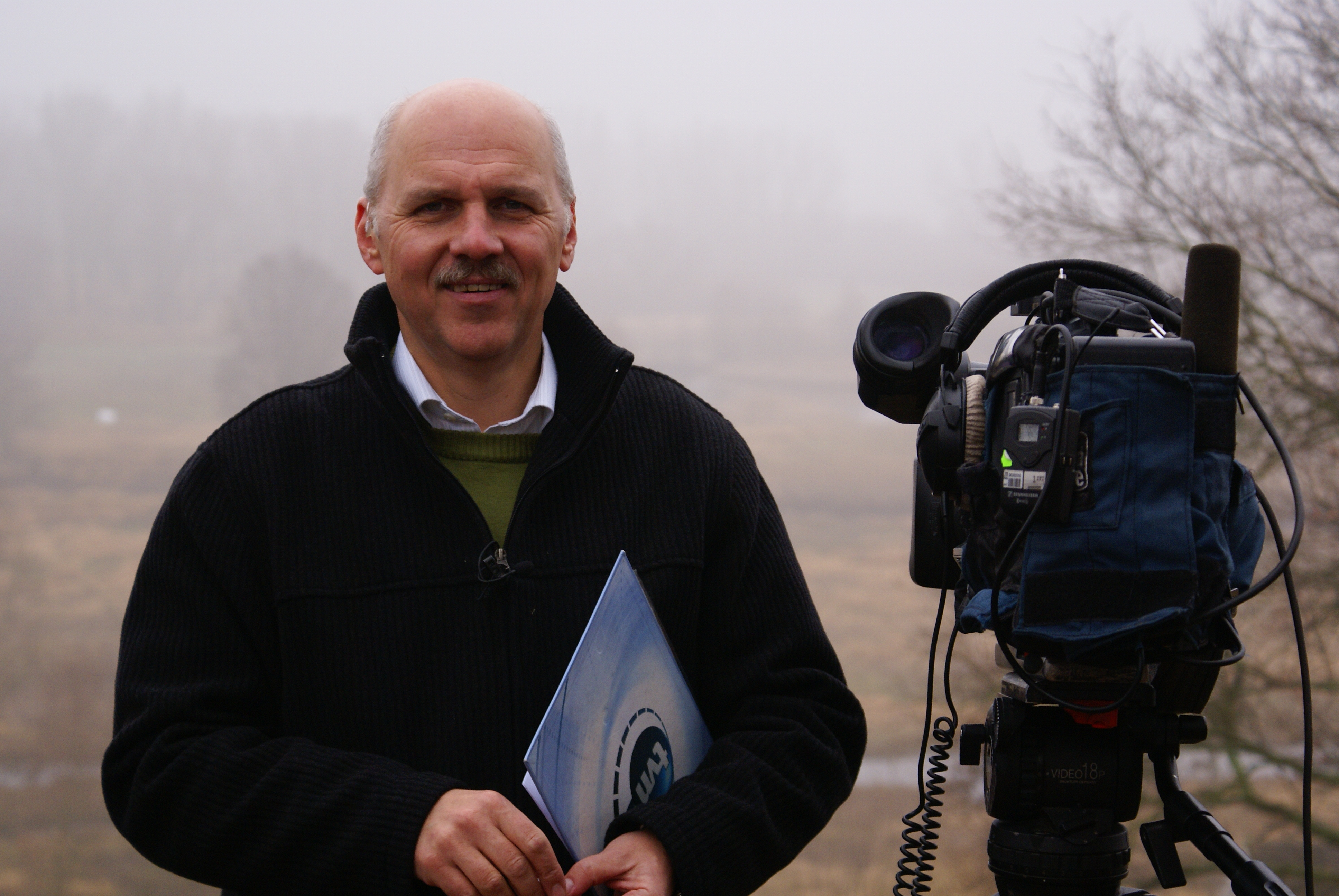
Tomasz Zubilewicz, prezenter pogody na antenach stacji TVN

## Prognozy w telewizji
Prognozę pogody przedstawiają też stacje telewizyjne. W Polsce „Pogodę” zobaczyć można na antenie stacji: TVP1, TVP2, TVP Info, Polsatu, Polsat News, Superstacji, TVN, TVN24, TVN24 BIS, TTV, TV Republika oraz w TV Trwam. Istnieje również całodobowa internetowa stacja meteorologiczna TVN Meteo. Najdłuższą prognozę długoterminową – na 16 dni – zobaczyć można w każdą niedzielę ok. 19:40 na antenie TVN. TVN Turbo i TVN Meteo dodatkowo emitują Pogodę dla kierowców.
Dawniej telewizyjne prezentacje pogody przedstawiał prezenter na tle rysowanych kredą na tablicy map meteorologicznych, później mapy te wykonywano coraz innymi technikami (np. malowano na stalowej blasze, a na której symbole meteorologiczne umieszczano za pomocą magnesów). Obecnie najczęściej prezenter występuje na tle map generowanych przez tzw. green box (większość kanałów) lub też na tle map wyświetlanych na wielkoformatowych ekranach LCD czy plazmowych (TVN, Polsat News). Technika symboli meteorologicznych z magnesami przymocowywanych do metalowej tablicy jest obecnie wykorzystywana w programie Dzień dobry TVN.
Pierwszym prezenterem pogody w TVP w latach sześćdziesiątych był Czesław Nowicki, pseudonim „Wicherek”, później pojawiła się wraz z nim Elżbieta Sommer („Chmurka”). Dziś do najpopularniejszych prezenterów pogody zaliczyć można: Tomasza Zubilewicza, Jarosława Kreta, Marka Horczyczaka, Paulinę Sykut-Jeżynę, Agnieszkę Cegielską, Dorotę Gardias i Marzenę Słupkowską.

## Folklor i prognoza pogody
Prognozy pogody był opracowywane lokalnie przez tysiące lat na podstawie znajomości lokalnych warunków pogodowych. Przykładem przepowiedni pogodowej jest Dzień Świstaka.